# Římskokatolická farnost Markvartice u Děčína
Římskokatolická farnost Markvartice u Děčína (lat. Markersdorfium) je církevní správní jednotka sdružující římské katolíky na území obce Markvartice a v jejím okolí. Organizačně spadá do děčínského vikariátu, který je jedním z 10 vikariátů litoměřické diecéze. Centrem farnosti je kostel svatého Martina v Markvarticích.

## Historie farnosti
Již v roce 1384 byla v místě plebánie. Od roku 1628 jsou vedeny matriky.

### Zvláštní svátky farnosti
- patrocinium: neděle po svátku sv. Martina
- pamětní den: neděle po svátku Nejsvětějšího Srdce Páně
- posvícení: 3. neděle v říjnu[3]

### Duchovní správcové vedoucí farnost
Začátek působnosti jmenovaného v duchovní správě farnosti od:
- Conradus, † 1404
- 1404   Nicolaus
- 1412   Joannes de Bor
- 1422   Joannes Wythamicz
- 1426   Michaël
- 1428   Georgius Webrich
- Michaël
- 1434   Vitus
- 1628   Valentinus Sebast. Khalovius
- 1631   Petrus Gandi
- 1636   Thomas Faber
- 1638   Joannes Janek O.Cr.
- 1647   Guilelmus Zwinckmann O.Cist.
- 1649   Mathias Hansky
- 1650   Petrus Franc. Frantz
- 1654   Joannes Henricus Beck de Mungau
- 1656   David Ign. Klähr
- 1658   Christophorus Andreas Altstätter O.Praem.
- 1659   Joannes Antonius Leutel
- 1662   Christianus Christophor. Closner de Rosenfeld
- 1666   Michaël Bruno Berbig
- 1671   Fridericus Franc. Werner, † 29. 11. 1681
- 1681   Tobias Joseph. Alois. Richter, † 16. 3. 1711
- 1711   Rudolphus Wencesl. Suchánek † 16. 8. 1713
- 1713   Ferdinandu Franc. Hegenbarth
- 1727   Antonius Joann. Wencesl. Hayn, † 17. 4. 1763
- 1763   Franc. Seehan, † 2. 10. 1791
- 1792   Franc. Seidel, n. 24. 8. 1756 Kaaden, o. 8. 9. 1780, † 26. 12. 1832
- 1811   par. vacat, cap. Anton. Heier
- 1812   Ioann. Zimler, n. 31. 3. 1761 Horžicens., o. 15. 7. 1788, † 21. 6. 1831
- 1831   Vict. Glaser, n. 23. 12. 1783 Wotsch, o. 23. 4. 1808, † 24. 5. 1848
- 1848   Jos. Heller, n. 14. 11. 1812 Mariaschein, o. 3. 8. 1837, † 5. 11. 1892
- 1892   par. vacat, admin. int. Wencesl. Kettner
- 1893   Wenc. Kettner, n. 28. 9. 1844 Jestřebic., o. 20. 7. 1869, † 13. 8. 1913
- 1911   par. vacat, admin. inter. Carol. Glatz
- 1. 5. 1911   Joann. Moser, n. 24. 3. 1873 Wien, o. 26. 11. 1896, † 5. 5. 1945
- 1. 7.  1945 Alois Langhans
- 19. 11. 1945 Joann. Krowarz
- 28. 8. 1946 František Šemík
- 1. 10. 1948 František Hroznata Geršl CCG
- 1. 11. 1948 Josef Cosmas Mlýnský CCG
- 9. 4.  1956 Jan Hodinář
- 1. 9.  1960 František Appl
- 1. 8.  1970 Ladislav Kubíček
- 1. 8.  1972 Karel Volejníček
- 1. 7.  1975  Jan Bláha
- 1. 7.  1990 Pavel Zach
- 1. 4.  1991 Jaroslav Gajdošík
- 1. 10. 1992 Jiří Sucharda
- 1. 8.  1998 Štefan Pilarčík
- 1. 3.  2000 Karel Jordán Červený, admin. exc. z Benešova nad Ploučnicí
- 1. 10. 2001 Bohuslav Bártek, admin. exc. z České Kamenice
- 15. 11. 2004 Rudolf Repka, admin. exc. in spiritualibus ze Srbské Kamenice
- 1. 9.  2005 Milan Matfiak
- 1. 10. 2005 František Segeťa, admin. exc. in spiritualibus ze Srbské Kamenice
  - 1. 10. 2005 Marcel Hrubý, admin. exc. in materialibus ze Srbské Kamenice
- 1. 9.   2016 Vojtěch Suchý, SJ, admin. exc. z Benešova nad Ploučnicí
- 1. 9.   2018 František Hylmar, SJ, admin. exc. in spiritualibus z Benešova nad Ploučnicí
- 1. 9. 2019 Jiří Kovář, SJ, admin. exc. in spiritualibus z Benešova nad Ploučnicí
- 1. 7. 2022 Vojtěch Suchý, SJ, admin. exc. in spiritualibus z Benešova nad Ploučnicí[3]

Kromě kněží stojících v čele farnosti, působili ve farnosti v průběhu její historie i jiní kněží. Většinou pracovali jako farní vikáři, kaplani, katecheté, výpomocní duchovní aj.

## Území farnosti
Do farnosti náleží území obce:
- Kamenická Nová Víska (Kamnitz Neudörfl[p 2])
- Markvartice (Markersdorf[p 2])
- Veselé (Freudenberg[p 2])
- Veselíčko (Freudenheim[p 2])
- Víska pod Lesy (Walddörfel[p 2])

## Římskokatolické sakrální stavby na území farnosti
| | Fotografie | Stavba                                                      | Místo       | Bohoslužby                      | Zeměpisné souřadnice             | Status          | Číslo kulturní památky           |
| Kostel | Kostel     | Kostel                                                      | Kostel      | Kostel                          | Kostel                           | Kostel          | Kostel                           |
| --- | ---------- | ----------------------------------------------------------- | ----------- | ------------------------------- | -------------------------------- | --------------- | -------------------------------- |
| 1. |            | Kostel sv. Martina                                          | Markvartice | bližší informace o bohoslužbách | 50°47′0″ s. š., 14°22′7″ v. d.   | farní kostel    | 33530/5-3836 (Pk•MIS•Sez•Obr•WD) |
| Kaple |            |                                                             |             |                                 |                                  |                 |                                  |
| 2. |            | Kaple Panny Marie Prostřednice všech milostí a sv. Kryštofa | Markvartice | bližší informace o bohoslužbách | 50°46′48″ s. š., 14°21′26″ v. d. | kaple           | –                                |
| 3. |            | Kaple sv. Kříže                                             | Markvartice | bližší informace o bohoslužbách | 50°46′59″ s. š., 14°22′7″ v. d.  | hřbitovní kaple | 33530/5-3836 (Pk•MIS•Sez•Obr•WD) |
| Některé drobné sakrální stavby a pamětihodnosti lze dohledat zde v databázi Drobné sakrální památky Zaniklé sakrální stavby lze dohledat zde v databázi Poškozené a zničené kostely, kaple a synagogy v České republice |            |                                                             |             |                                 |                                  |                 |                                  |

Ve farnosti se mohou nacházet i další drobné sakrální stavby, místa římskokatolického kultu a pamětihodnosti, které neobsahuje tato tabulka.

## Příslušnost k farnímu obvodu
Z důvodu efektivity duchovní správy byl vytvořen farní obvod (kolatura) farnosti Srbská Kamenice, jehož součástí je i farnost Markvartice u Děčína, která je tak spravována excurrendo. Přehled těchto kolatur je v tabulce farních obvodů děčínského vikariátu.